# Tebolo Melayu
Tebolo Melayu is een bestuurslaag in het regentschap Nias Selatan van de provincie Noord-Sumatra, Indonesië. Tebolo Melayu telt 241 inwoners (volkstelling 2010).